# Famechon (Somme)
Famechon település Franciaországban, Somme megyében. Lakosainak száma 277 fő (2022. január 1.). Famechon Bergicourt, Blangy-sous-Poix, Frémontiers és Moyencourt-lès-Poix községekkel határos.

## Népesség
A település népességének változása:
| Lakosok száma | 249  | 253  | 263  | 266  | 272  | 274  | 278  | 285  | 277  |
|               | 2013 | 2015 | 2016 | 2017 | 2018 | 2019 | 2020 | 2021 | 2022 |